# Robot ludique
Un robot ludique est un robot dont le but principal est l'amusement de son propriétaire. C'est un secteur en fort développement à partir de 2009, principalement au Japon et en Corée du Sud.
Le robosapien est un des robots ludiques les plus vendus au monde en 2009, avec plus de cinq millions d'exemplaires.

## Un secteur en fort développement
La société française Aldebaran Robotics développe le robot Nao, d'une part pour la compétition RoboCup, mais également pour la recherche universitaire en 2010.
La société danoise Lego vend depuis 2006 un robot grand public en kit programmable, le Mindstorm NXT. La brique intelligente est programmable en NXT-G (environnement simplifié issue de Labview de National Instrument), en RobotC, ou Microsoft Robotics Developper Studio.
La société coréenne Robobuilder propose depuis fin 2012 un véritable petit robot humanoïde en kit ou monté, le RQ HUNO.
Le robot AISoy1 de la société espagnole AISoy Robotics est à la limite du ludique et du social. Il utilise l'intelligence artificielle.

## Mais un secteur encore en pleine expansion
Faute de rentabilité suffisante, Sony stoppa tout développement sur son robot Aibo en 2006.